# Kristjan Revinšek
Kristjan Revinšek, slovenski spidvejist, * 13. julij 1993, Celje.